# Evaldo
Evaldo Silva dos Santos (ur. 4 stycznia 1983) – brazylijski piłkarz występujący na pozycji obrońcy.

## Kariera piłkarska
Od 2004 roku występował w São Caetano, América, Marília, Vila Nova, Grêmio, FC Tokyo, Santos FC, Coritiba, EC Bahia, Ponte Preta, Criciúma, Novo Hamburgo, Murici, Tarxien Rainbows, Villa Nova AC, Brasil Pelotas, Selangor i Mamoré.